# Piramida wieku

Piramida wieku polskiego społeczeństwa w roku 2021 z zaznaczeniem przewagi liczebnej mężczyzn w młodszych grupach wiekowych i kobiet w starszych

Piramida wieku – stosowane w demografii graficzne przedstawienie struktury płci i wieku ludności danego obszaru, polegające na zestawieniu diagramów słupkowych utworzonych dla poszczególnych roczników lub pięcioletnich grup wiekowych dla każdej płci oddzielnie. Różnice między liczbą kobiet i mężczyzn w danej grupie wiekowej uwidacznia się, poprzez  zaznaczenie na słupku przewagi jednej płci odmiennym kolorem. Zazwyczaj w grupach młodszych występuje przewaga mężczyzn, a wśród najstarszej ludności przewaga kobiet.
W przypadku piramidy wieku polskiego społeczeństwa widoczne są niże demograficzne, gdy rodziło się mniej dzieci oraz wyże, gdy rodziło się ich znacznie więcej. Wynikają one z sytuacji, jaka zaszła podczas II wojny światowej i w kilku latach powojennych. W czasie wojny zawierano mniej małżeństw i rodziło się mniej dzieci, a zaraz po wojnie nastąpiła rekompensata tego stanu: małżeństwa i rodzenie dzieci odkładano na czas po wojnie. Fale wyżów i niżów są widoczne w kolejnych pokoleniach (dzieci i wnuków osób urodzonych podczas wojny i zaraz po wojnie), jednak z czasem stopniowo zanikają.